# Agave durangensis
Agave durangensis ist eine Pflanzenart aus der Gattung der Agaven (Agave). Ein englischer Trivialname ist „Gentry’s Durango-Zacatecas Agave“.

## Beschreibung
Agave durangensis wächst einzeln, bildet einen kurzen Stamm oder formt große, kompakte Gruppen mit Wuchshöhen von 40 bis 90 cm und 120 bis 180 cm Durchmesser. Die grauen bis bläulichen, variabel angeordneten, steifen oder gebogenen, kräftigen, linealischen Blätter, die in der oberen Hälfte schmaler verlaufen, sind 40 bis 90 cm lang und 14 bis 22 cm breit. Die Blattränder sind variabel gebogen und gezahnt. Der kräftige, braune Enddorn wird 4 bis 6 cm lang.
Der rispige, gerade oder gebogene Blütenstand wird 6 bis 8 m hoch. Die gelben Blüten erscheinen in der oberen Hälfte des Blütenstandes am Ende der zahlreichen, unregelmäßig angeordneten, langen Verzweigungen und sind 60 bis 80 mm lang.
Die runden bis länglichen, dreikammerigen Kapselfrüchte sind 45 bis 60 mm lang und 16 bis 18 mm breit. Die schwarzen, unregelmäßig geformten Samen sind 4,5 bis 6 mm lang und 3,5 bis 4,5 mm breit.

## Systematik und Verbreitung
Agave durangensis wächst in Mexiko in den Bundesstaaten Durango und Zacatecas an steinigen Hängen und Bajadas in Grasland in 1700 bis 2600 m Höhe. Sie ist vergesellschaftet mit Yucca decipiens und verschiedenen Kakteenarten.
Die Erstbeschreibung durch Howard Scott Gentry ist 1982 veröffentlicht worden.
Agave durangensis ist ein Vertreter der Gruppe Ditepalae. Sie ist in Zentral-Mexiko in begrenzten Gebieten verbreitet.
Agave durangensis kann bei trockenem Stand kurze Frostperioden bis minus 10 °C überstehen.

## Nachweise
- Howard Scott Gentry: Agave durangensis. In: Agaves of Continental North America. The University of Arizona Press, 1982, S. 433–436.
- J. Thiede: Agave durangensis. In: Urs Eggli (Hrsg.): Sukkulenten-Lexikon. Einkeimblättrige Pflanzen (Monocotyledonen). Eugen Ulmer, Stuttgart 2001, ISBN 3-8001-3662-7, S. 27–28.